# Próximas elecciones parlamentarias de Israel
Las elecciones parlamentarias, están previstas a celebrarse en Israel para más tardar el 27 de octubre de 2026 para elegir a los 120 miembros de la vigésimo sexta Knéset.

## Antecedentes
Después de que el 36º gobierno perdiera su mayoría, se convocaron elecciones anticipadas en 2022. Como resultado, el bloque de Netanyahu obtuvo la mayoría y se negoció con éxito un gobierno entre Likud, Otsmá Yehudit, Noam, el Partido Sionista Religioso, el Judaísmo Unido de la Torá y Shas. La coalición asumió el cargo el 29 de diciembre de 2022.
Con este nuevo gobierno formado, Benjamín Netanyahu regresó al cargo de primer ministro, después de haber estado fuera del cargo desde que el bloque anti-Netanyahu ganó la mayoría en las elecciones de marzo de 2021 y la posterior formación de un gobierno sin Likud, el partido de Netanyahu. Cinco miembros del Partido de la Unión Nacional (Benny Gantz, Gadi Eizenkot, Gideon Sa'ar, Hili Tropper y Yifat Shasha-Biton) se unieron a un gobierno de emergencia en tiempos de guerra en octubre de 2023, tras el estallido de la guerra de Gaza. Gantz y Eizenkot también se unieron al gabinete de guerra israelí. Sa'ar anunció el 25 de marzo de 2024 que el partido Nueva Esperanza había renunciado a la coalición. Gantz y el resto de su partido, Unidad Nacional, abandonaron el gobierno el 9 de junio. Otzma Yehudit anunció el 19 de enero de 2025 que abandonaría el gabinete porque éste había acordado un acuerdo de alto el fuego con Hamás. Las renuncias se hicieron efectivas dos días después.Los miembros del partido se reincorporaron al gobierno en marzo.

## Sistema electoral
Los 120 escaños de la Knéset se eligen mediante representación proporcional de listas cerradas en una única circunscripción nacional. El umbral electoral para las elecciones es del 3,25%.
Dos partidos pueden firmar un acuerdo de votos excedentes que les permita competir por los escaños restantes como si estuvieran compitiendo juntos en la misma lista. El método Bader-Ofer favorece ligeramente a las listas más grandes, lo que significa que las alianzas tienen más probabilidades de recibir escaños sobrantes que los partidos individualmente. Si la alianza recibe escaños sobrantes, se aplica de forma privada el cálculo Bader-Ofer para determinar cómo se dividen los escaños entre las dos listas aliadas.

## Línea de tiempo
Según las secciones 8 y 9 de la Ley Básica cuasi constitucional israelí: Knéset, las elecciones normalmente se convocan aproximadamente cuatro años después de las elecciones anteriores, el primer o tercer martes del mes hebreo de Jeshván, dependiendo de si el año anterior fue un año bisiesto judío o no. Las elecciones pueden celebrarse antes si el gobierno cae y el Knéset se disuelve, o después si el mandato del Knesset se extiende por una votación de supermayoría.
Según la sección 36, si el Knesset anterior se disolvió antes de la expiración de su mandato completo, entonces la próxima elección se celebrará el siguiente mes de Cheshvan, después de que se hayan completado 4 años del mandato del Knesset actual (desde 1970 todas, excepto en 1988, habían sido elecciones anticipadas). Desde que se celebraron las elecciones de 2022 en Cheshvan, se planteó la cuestión de si, una vez transcurridos cuatro años desde las últimas elecciones, el "próximo Cheshvan" será en 2027 o 2026. El Tribunal Supremo de Israel decidió que las elecciones se celebrarán en 2026; las próximas elecciones estaban previstas para celebrarse a más tardar el 27 de octubre de 2026.
Tras el ataque liderado por Hamás contra Israel en octubre de 2023 y la posterior guerra de Gaza, algunos han pedido la dimisión del Primer Ministro Benjamín Netanyahu y las encuestas sugieren que más del 75% de los israelíes creen que debería dimitir.  También ha habido llamados a convocar elecciones anticipadas una vez que termine la guerra. El ministro de Trabajo, Yoav Ben-Tzur, dijo que las elecciones deberían celebrarse dentro de los 90 días siguientes al fin de la guerra, aunque luego se retractó de sus declaraciones. Las encuestas sugieren que el 64% de los israelíes creen que deberían convocarse elecciones tan pronto como termine la guerra.

## Partidos políticos

### Resultados de las elecciones de 2022
La siguiente tabla enumera los resultados de las elecciones a la Knéset de 2022.
| Name | Name                                                           | Ideología                           | Simbolo | Líder              | Resultados en 2022 | Resultados en 2022 |
| Name | Name                                                           | Ideología                           | Simbolo | Líder              | Votos (%)          | Escaños            |
| ---- | -------------------------------------------------------------- | ----------------------------------- | ------- | ------------------ | ------------------ | ------------------ |
|      | Likud                                                          | Conservadurismo                     | מחל     | Benjamín Netanyahu | 23.41%             | 32/120             |
|      | Yesh Atid                                                      | Liberalismo                         | פה      | Yair Lapid         | 17.78%             | 24/120             |
|      | Partido Sionista Religioso (incluyendo a Noam y Otzmá Yehudit) | Sionismo religioso Kahanismo        | ט       | Bezalel Smotrich   | 10.83%             | 14/120             |
|      | Unión Nacional                                                 | Conservadurismo Sionismo            | כן      | Benny Gantz        | 9.08%              | 12/120             |
|      | Shas                                                           | Conservadurismo religioso           | שס      | Aryeh Deri         | 8.24%              | 11/120             |
|      | Judaísmo Unido de la Torá                                      | Conservadurismo religioso           | ג       | Yitzhak Goldknopf  | 5.88%              | 7/120              |
|      | Yisrael Beiteinu                                               | Conservadurismo Nacionalismo        | ל       | Avigdor Lieberman  | 4.49%              | 6/120              |
|      | Ra'am                                                          | Islamismo Conservadurismo social    | עם      | Mansour Abbas      | 4.07%              | 5/120              |
|      | Hadash–Ta'al                                                   | Solución de dos Estados Secularismo | ום      | Ayman Odeh         | 3.75%              | 5/120              |
|      | Laborista                                                      | Socialdemocracia                    | אמת     | Merav Michaeli     | 3.69%              | 4/120              |

## Encuestas de opinión
Este gráfico muestra las tendencias de las encuestas desde las elecciones de 2022 hasta el próximo día de la elección utilizando un promedio móvil de 4 encuestas. Las encuestas de escenarios no se incluyen aquí. Para los partidos que no superan el umbral electoral (actualmente 3,25%) en una encuesta determinada, el número de escaños se calcula como un porcentaje del total de 120 escaños.